# Гловачевський Кирило Іванович
Гловачевський Кирило Іванович (*27 травня 1735, Короп — †27 липня 1823, Санкт-Петербург) — співак, художник, викладач портретного живопису, колезький радник.
Предки Гловачевського були шляхетського походження, заснували наприкінці XV ст. містечко Короп. Вихованець Києво-Могилянської академії.

## Біографія
Навчався у Києво-Могилянській академії. Мав добрий слух і гарний голос. Митрополит Київський, Галицький і всієї України Р. Заборовський призначив його співаком на крилас Богоявленського собору Київського Братського монастиря.
У грудні 1747 до Києва приїхав «уставщик» імператриці Єлизавети Петрівни Ф. Каченовський для набору півчих та регентів. У березні 1748 забрали до придворного хору, де співало чимало українців. Серед них і друзі Кирила — Іван Соблучок (Саблуков) та Антін Лосенко. Коли всі троє «спали з голосу», Єлизавета Петрівна видала 1753 указ про переведення їх в науку до портретного майстра Івана Аргунова. 1759 вони вступили до Санкт-Петербурзької академії мистецтв, стали її професорами. 1761 Гловачевський був уже у званні академіка 3-го класу з платнею 178 рублів на рік. У серпні 1762 возведений в ад'юнкти з платнею 300 рублів на рік. 7 липня 1765 одержав золоту медаль з рук імператриці Катерини II разом з дипломом на звання академіка.
1765 року академічна рада довірила під нагляд Гловачевському бібліотеку, казну і все рухоме майно Академії мистецтв. 4 вересня 1766 призначено радником Академії мистецтв, «который как добрым своим поведением и талантом в живописи портретов, так и ревностною службою в должности казначея и хранителя вещей художественных в академии заслужил себе честь, общего собрания согласием произведен в советники академии».
1767 навчав студентів портретного живописного класу та наглядав за будівництвом нового приміщення Академії.
1767 року одружився з хрещеницею імператриці Єлизавети Петрівни — Феодосією Прохорівною Гнєвушевою.
1771-1773 — інспектор Академії мистецтв і член академічної ради. Близько 10 років займався лише живописом. З 1777 служив «рисувальним учителем» Державної медичної колегії. 1783 — знову інспектор Академії мистецтв. На цій посаді перебував до кінця життя.
1802 нагороджений орденом св. Володимира IV ст., 1807 дістав чин колезького радника, 1811 нагороджений повним пансіоном. Все життя прожив при Академії мистецтв, мав скромний талант, але був сумлінним портретистом та адміністратором.
Помер у віці 88 роки. Похований на Смоленському кладовищі Санкт-Петербурга.